# Famille Condulmer
 (juillet 2024).
Si vous disposez d'ouvrages ou d'articles de référence ou si vous connaissez des sites web de qualité traitant du thème abordé ici, merci de compléter l'article en donnant les références utiles à sa vérifiabilité et en les liant à la section « Notes et références ».
La famille Condulmer est venue de Pavie à Venise dans les premiers temps de sa fondation.

## Historique
Elle est anoblie à Venise en trois temps, selon la branche :
- Domenico en 1381, à l'époque de la guerre de Chioggia pour les contributions extraordinaires offertes au trésor ;
- Fernovelli, lorsque Gabrieli Condulmer devenait le pape Eugène IV, anobli ad-personam ;
- Angelo, en 1654 à l'époque de la guerre de Candie.

Les armes des Condulmer se composent d'azur à une bande d'argent.

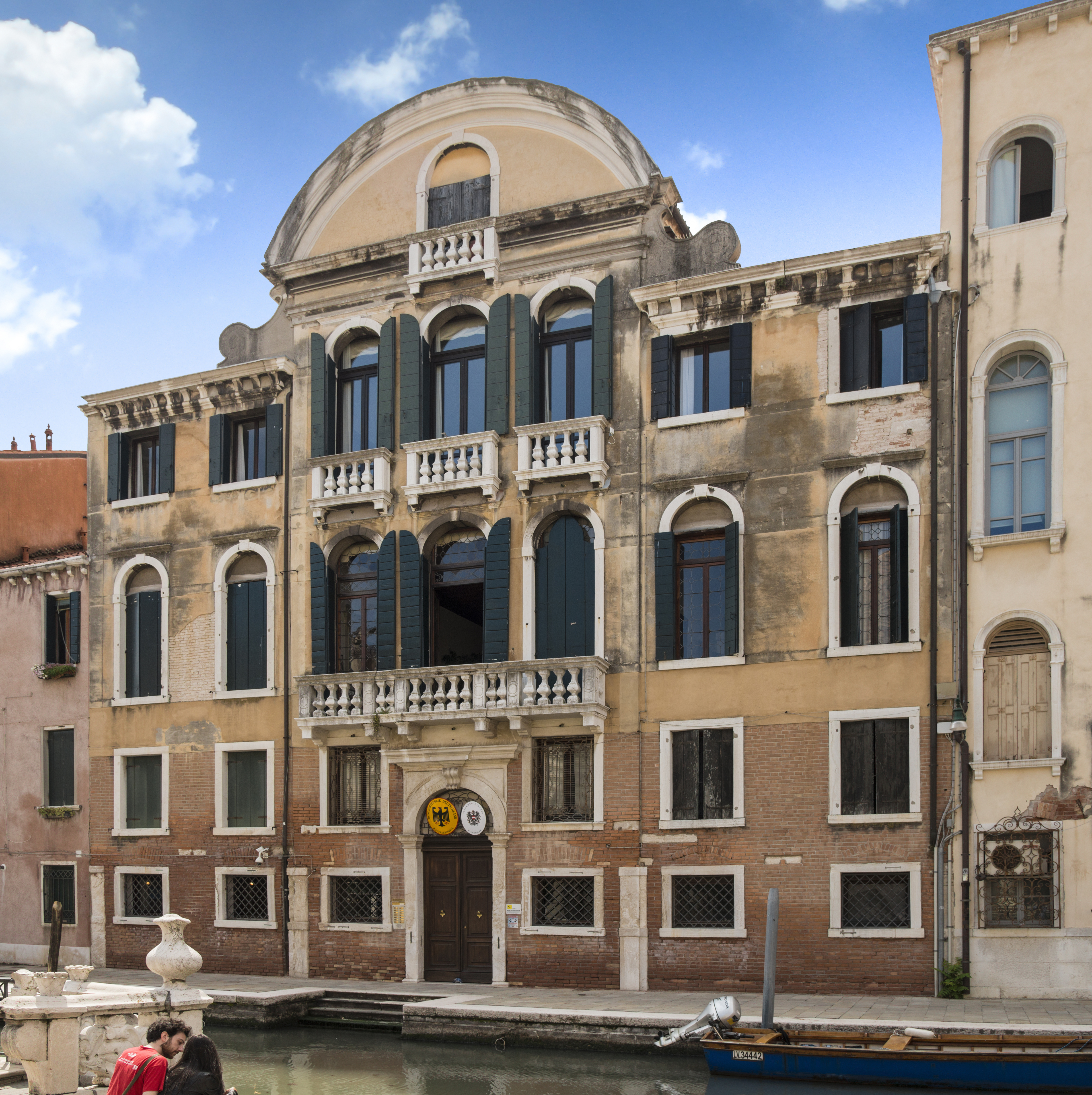
La Palais Condulmer à Venise.

## Personnalités
- Gabriele Condulmer (1383-1447), devient pape sous le nom d'Eugène IV et est anobli ad-personam ;
- Francesco Condulmer (vers 1410-1453), cardinal, camerlingue, doyen du Collège des cardinaux ;
- Marco Condulmer (XVe siècle), évêque d'Avignon et patriarche latin d'Alexandrie.